# Marianne Eggersberg

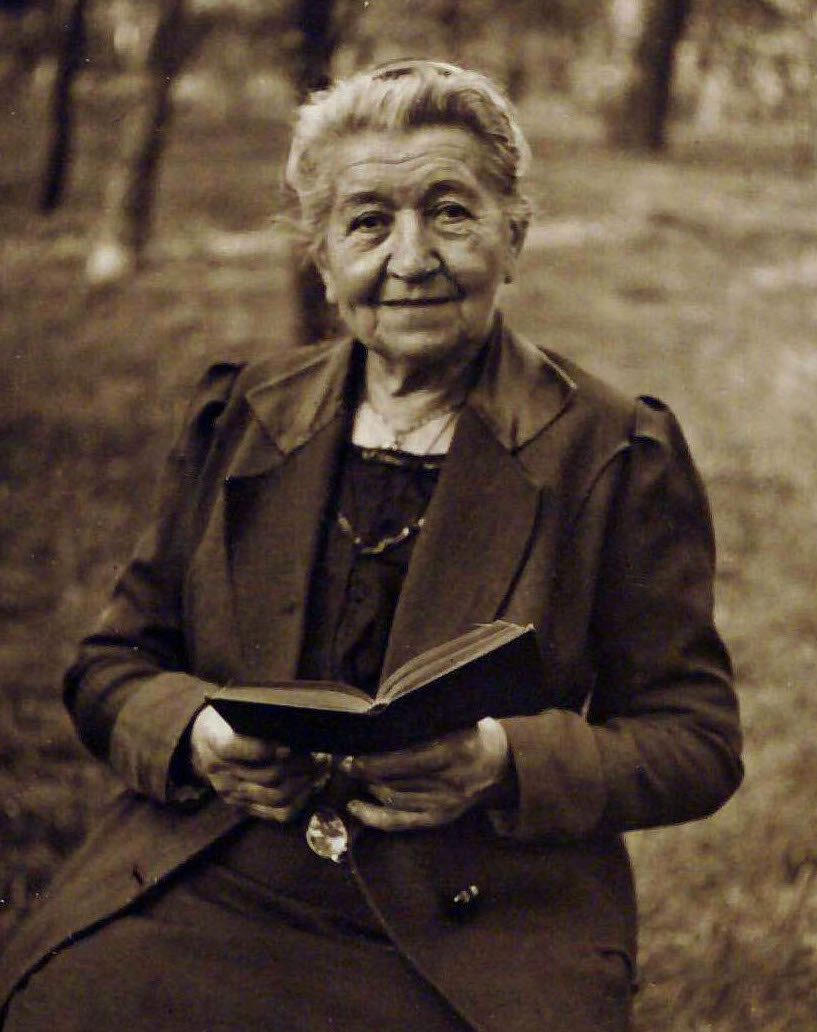
Marianne Naaff-Eggersberg, aufgenommen im Sommer 1923 im Garten ihres Landhauses in Wien-Gersthof

Marianne Naaff-Eggersberg (* 30. Januar 1852 in Kaaden in Böhmen als Maria Anna Peinl; † 26. Mai 1938 in Wien) war eine böhmisch-österreichische Dichterin, Schriftstellerin und Herausgeberin. Sie veröffentlichte unter den Pseudonymen Marianne Edle von Tobschan, Marianne von Eggersberg und Marianne Eggersberg.

## Leben
Marianne Eggersberg kam 1852 unter dem Namen Maria Anna Peinl als Tochter des Bürgers und Bäckermeisters Aloys Karl Peinl (gelegentlich auch Beinl genannt) (1822–1872) und dessen Ehefrau Johanna Theresia geb. Tobisch (1820–1913) zur Welt. Die Vorfahren ihres Vaters waren über Generationen als Bäcker in Kaaden ansässig. Ihre Mutter wurde in Sporitz bei Komotau geboren und entstammte der Bauern- und Gelehrtenfamilie Tobisch. Ihre Kindheit verlebte sie mit zwei jüngeren Schwestern, von denen eine als Kind und eine im Alter von 17 Jahren verstarb.
Maria Anna Peinl besuchte die Bürgerschule ihrer Heimatstadt. Schon während der Schulzeit verfasste sie erste Gedichte und Kurzgeschichten. Über ihre Onkel und Großonkel mütterlicherseits, von denen einige als Heimatdichter und Schriftsteller hervortraten, war sie früh mit Literatur und Dichtung in Berührung gekommen. Wie diese widmete sie sich vornehmlich der Heimatdichtung und der literarischen Verarbeitung von Volkssagen und Erzählungen.

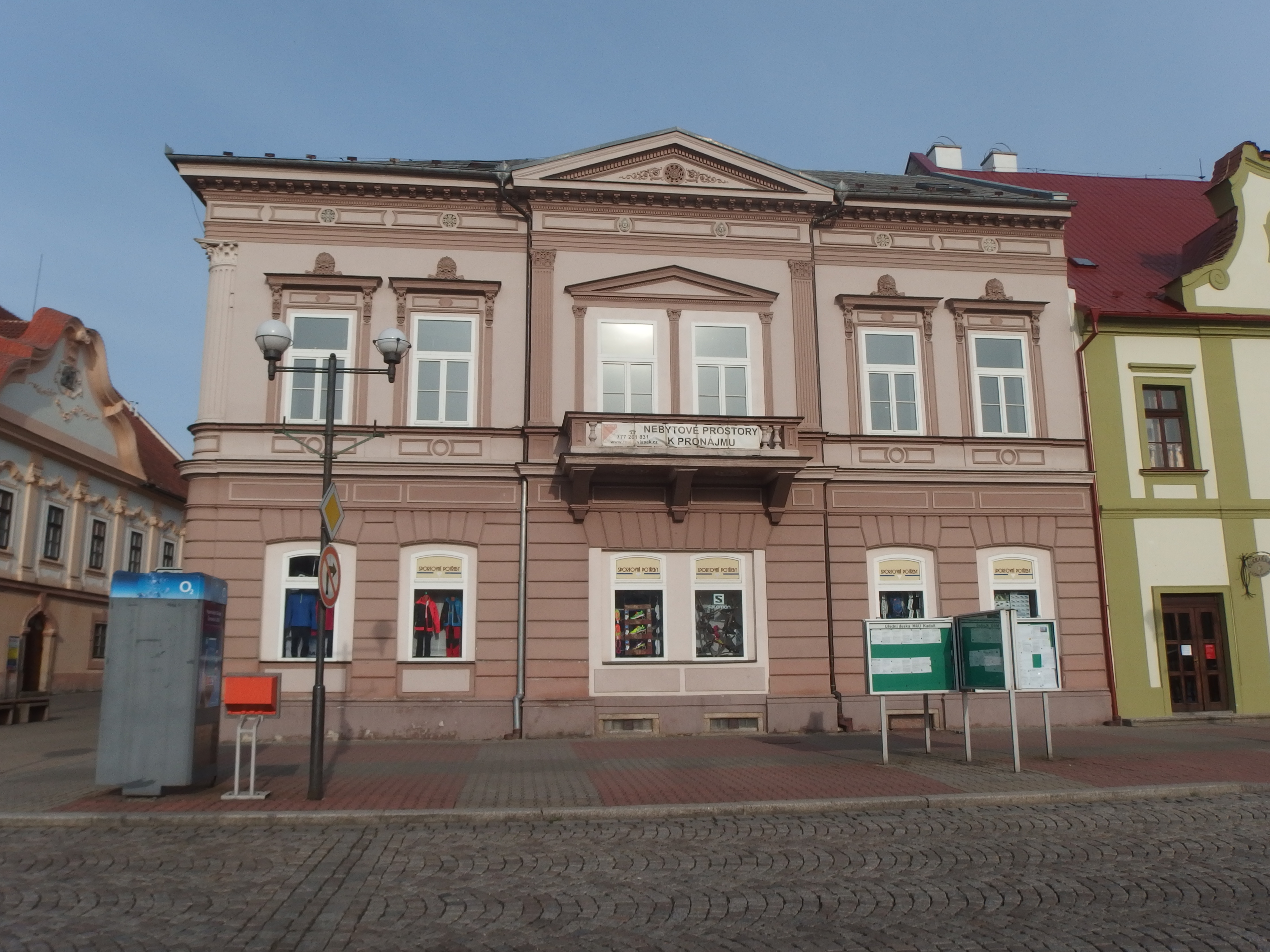
Das 1876/1877 in Kaaden errichtete Stadtpalais der Eheleute Rippaus (Frontansicht)

Im Alter von 17 Jahren heiratete sie am 18. September 1869 den Großkaufmann Franz Xaver Rippaus (1835–1909) aus Trauschkowitz. Ihr Ehemann war Gründer und Inhaber eines renommierten Handelshauses mit Sitz am Ringplatz in Kaaden und hierdurch zu großem Wohlstand gekommen. 1876/1877 ließ er in direkter Nachbarschaft zum Rathaus ein imposantes Palais für sich und seine Frau errichten. Die Ehe blieb kinderlos.
In den 1870er Jahren unternahmen die Eheleute mehrere ausgedehnte Bildungsreisen durch Europa, unter anderem nach Frankreich, in die Schweiz und nach Italien. Bei diesen Reisen entwickelte Maria Anna Rippaus ihre schriftstellerische Tätigkeit fort. Außerdem übersetzte sie Gedichte und Erzählungen aus Frankreich und Italien. Gelegentlich arbeitete sie an heimatlichen Blättern mit und verfasste unter den Pseudonymen Marianne Edle von Tobschan (in Anlehnung an ihre Abstammung von der Familie Tobisch) und Marianne von Eggersberg (in Anlehnung an die im Duppauer Gebirge gelegene Burg Egerberk) Gedichte und Kurzgeschichten. In diese Jahre fallen auch erste Veröffentlichungen in überregionalen Zeitungen wie dem Teplitz-Schönauer Anzeiger und dem Prager Tagblatt. Seit 1880 veröffentlichte sie unter dem Namen Marianne Eggersberg. Im selben Jahr brach sie für einen längeren Aufenthalt an den Zürichsee auf, wo sie sich ebenfalls schriftstellerisch betätigte. In ihrem dortigen Domizil empfing sie österreichische Literaten, unter anderem Anton August Naaff, mit dem sie bereits zuvor freundschaftlich verbunden war. Dieser ermutigte die junge Schriftstellerin in ihrem Schaffen. 1885 widmete er ihr das vertonte Gedicht Das todte Herz.

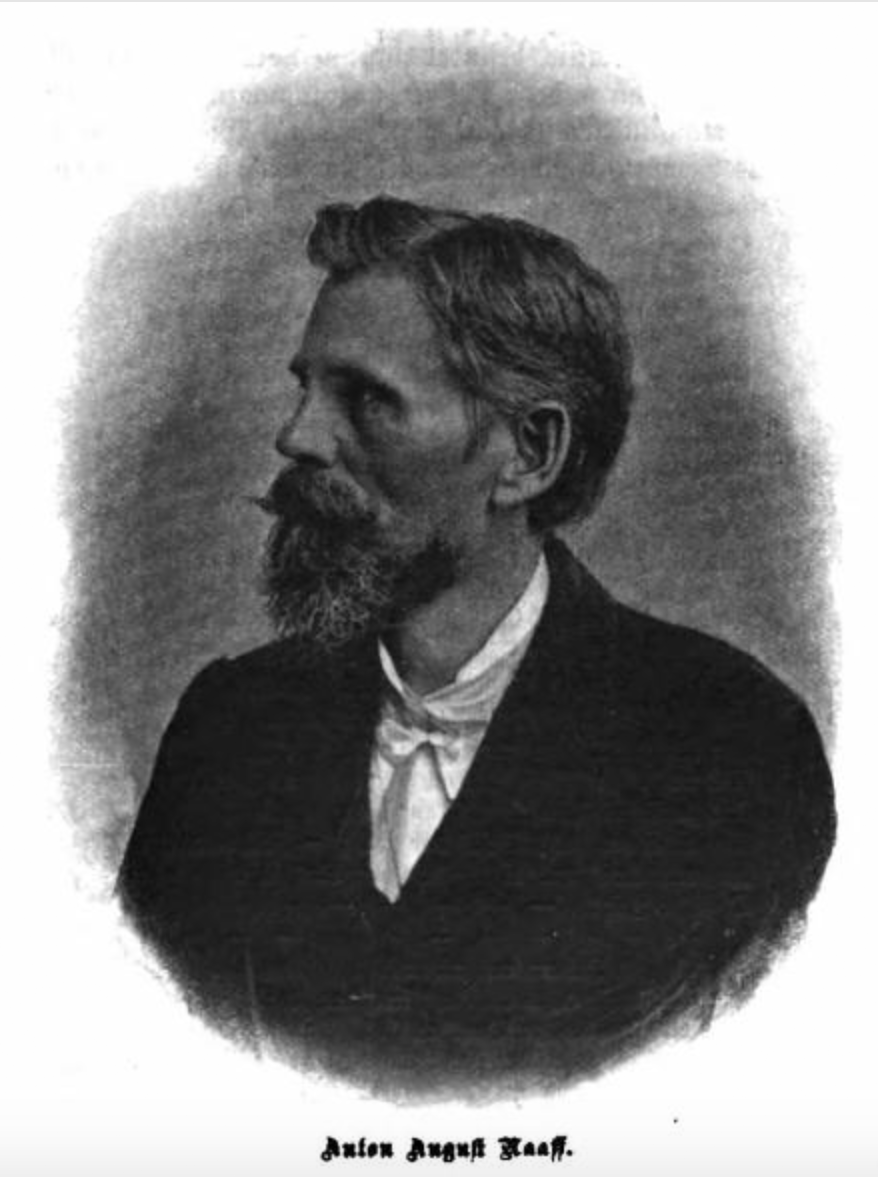
Anton August Naaff (1850–1918)

Marianne Eggersberg verließ in den 1880er Jahren ihren Ehemann und folgte Anton August Naaff nach Wien. Naaff hatte im damaligen Vorort Gersthof einen kleinen Landsitz erworben. Anfang 1882 erwarb er außerdem die damals noch unbedeutende Zeitschrift für die musikalische Welt. Er gab diese fortan unter dem Namen Die Lyra heraus. Die Zeitschrift entwickelte sich unter der Ägide von Naaff und Marianne Eggersberg zu einem bedeutenden Medium der österreichischen literarischen und musikalischen Welt. Der Landsitz der beiden Schriftsteller, das Lyra-Heim in der Herbeckstraße 54 in Gersthof, entwickelte sich zu einem festen Treffpunkt für Schriftsteller, Dichter und Musiker. Zu den Gästen zählten unter anderem Marie von Ebner-Eschenbach, Carola Bruch-Sinn, Guido von List, Adolf Harpf und Josef Böck-Gnadenau.
In Wien hatte sich Marianne Eggersberg hauptsächlich der volkstümlichen Erzählung und der Jugendliteratur zugewandt. Außerdem verfasste sie Gedichte und Erzählungen, die in verschiedenen österreichischen und böhmischen Zeitungen und Zeitschriften, unter anderem auch in der Lyra erschienen. Seit 1890 engagierte sie sich im Scheffelbund und veröffentlichte Gedichte in den von diesem herausgegebenen Jahrbüchern Nicht rasten und nicht rosten.
Nach dem Tod ihres Lebenspartners Naaff 1918, widmete sich Marianne Eggersberg bzw. Marianne Naaff-Eggersberg, wie sie sich seither nannte, der Pflege seines literarischen Nachlasses. Sie übernahm den bis dato von Naaff geführten Lyra-Chorverlag unter der bisherigen Adresse in Gersthof. Die Zeitschrift Die Lyra war bereits 1909 in der Deutschen Sängerbundeszeitung aufgegangen.
Bis ins hohe Alter wirkte sie als Dichterin und Schriftstellerin. Zu ihrem 80. Geburtstag 1932 erschien eine umfassende Würdigung ihres Lebenswerks. Zuletzt lebte sie in der Berchtoldgasse. Sie verstarb am 26. Mai 1938 und wurde am 2. Juni auf dem Wiener Zentralfriedhof beigesetzt. Ihr Nachlass wird gemeinsam mit dem Nachlass ihres Lebensgefährten Anton August Naaff in der Wienbibliothek im Rathaus verwahrt.

## Veröffentlichungen (Auswahl)
- 1880: Meraner Briefe (Feuilleton)[6]
- 1881: Irene (Novelle)[7]
- 1882: Bellini und die Malibran (übersetzt aus dem Italienischen)[8]
- 1884: Der Klavierkönig Thalberg als Taschenspieler bei Sir Eduard Bulwer (übersetzt aus dem Französischen)[9]
- 1887: Die Harfnerin[10]
- 1889: Ein gestörtes Stiftungsfest (Feuilleton)[11]
- 1889: Ein Citaten-Kampf (Feuilleton)
- 1893: J. Karl Tobisch, ein Erinnerungsblatt zum 100. Geburtsgedenktage eines verschollen gewesenen deutschböhm. Gelehrten und Schriftstellers[12]
- 1896: Die erste Schwalbe[13]
- 1896: Schwalben-Abschied[14]
- 1897: Meine Lieblinge (vertont)[15]
- 1897: Deutscher Sängerbundsschwur (vertont)[16]
- 1902: Trost im Leide (vertont)[17]
- 1902: S’Engerl und S’Teuferl (vertont)[18]
- 1910: Gedankenaufstand